# Drummondia turkestanica
Drummondia turkestanica är en bladmossart som beskrevs av Brotherus in C. Müller 1896. Drummondia turkestanica ingår i släktet Drummondia och familjen Orthotrichaceae. Inga underarter finns listade i Catalogue of Life.